# Rollo May
Rollo Reece May (21. dubna 1909 Ada, Ohio – 22. října 1994 Tiburon, Kalifornie) byl americký psycholog, představitel tzv. existenciální psychoterapie. Jeho nejslavnější prací se stala kniha Love and Will z roku 1969.

## Vlivy
Na jeho dílo mělo zásadní vliv učení filozofa Sørena Kierkegaarda, jemuž věnoval svou dizertaci, jejímž přepracováním pak vznikla první Mayova kniha The Meaning of Anxiety. V mládí studoval v Řecku, jeho učitelem zde byl mj. Alfred Adler. Za klíčového předchůdce existenciální psychoterapie May označoval jiného původně freudovského psychologa, Otto Ranka. Byl též blízkým přítelem teologa Paula Tillicha, i on silně ovlivnil Mayovo pojetí psychoterapie.

## Stadia vývoje
May rozlišuje pět stadií psychického vývoje.
- Nevinnost - stadium před vznikem ega, bez vědomí sebe sama, nevinné dítě dělá jen to, co musí
- Vzpoura - vzpurné dítě začíná toužit po svobodě a nezávislé existenci, odmítá však ještě odpovědnost se svobodou spjatou
- Rozhodnutí - v tomto stadiu se jedinec separuje od rodičů a musí se rozhodnout, jak se svou svobodou naloží
- Normalita - normální ego převezme odpovědnost, před její tíží však stále uniká do konformity, nebo k tradičním hodnotám, případně regreduje na nižší stadia
- Kreativita - skutečná dospělost, tzv. "existenciální pozice", etapa "sebe-aktualizace" a "transcendence egocentrismu"

## Druhy lásky
V práci Love and Will May reagoval na radikální hnutí 60. let, která se často hlásila k tzv. sexuální revoluci a koketovala s idejemi volné lásky apod. May se postavil proti těmto tendencím, tvrdil, že jejich šíření povede jen k růstu apatie. Odmítl také západní ideologii, která tradičně separuje lásku od sexuality a rozlišil pět druhů lásky:
- Sex - snížení pudové tenze
- Eros - kreativní ukájení touhy, experimentování
- Philia - bratrská láska
- Agape - popření Já, služba druhým
- Autentická láska - integrace všech čtyřech předcházejících typů

### České překlady
- Láska a vůle, Praha, Pragma (2007), ISBN 978-80-7349-070-6